# Henuttaneb
Henuttaneb var en egyptisk prinsessa under Egyptens artonde dynasti. 
Hon var dotter till farao Amenhotep III och drottning Tiye och syster till farao Akhenaton. Hon betraktas som sina föräldrars tredje dotter. 
Det har ibland föreslagits att hon likt sina två äldre systrar gifte sig med sin far, eftersom hennes namn en gång förekommer i en kartusch, något som normalt enbart förekom för faraoner och deras hustrur; men hon nämns ingenstans som kunglig hustru, bihustru eller drottning, och huruvida hon var gift med sin far är obekräftat. 
Hon nämns ingenstans efter sin fars död. 
Hon finns avbildad mellan sina föräldrar i deras kolossalstaty från Medinet Habu. 